# 陳群 (曹魏)
陳群（2世紀—237年2月7日），字長文，潁川許昌人（今中國河南省許昌），東漢末年及三國時期曹魏政權的大臣（曾為劉備效力），「九品官人法」及《魏律》的創建者。陳羣歷仕曹操、曹丕、曹叡三代，以其突出的治世之才，竭忠盡職，爲曹魏政權的禮制及其政治制度的建設，做出了突出的貢獻。陳羣撰有《集》五卷，今已佚失。其餘見於《全三國文》。

## 生平

### 知人之明
年少時已被其祖父陳寔讚揚：「此兒必興吾宗！」後與孔融結交。劉備到豫州時，請他出任別駕。興平元年（194年），徐州牧陶謙病死，劉備接任徐州牧。
据《三国志》记载，当时陳羣曾警誡劉備不要领徐州，因为袁術还强大，必定會與他爭奪徐州，若果呂布乘機襲取徐州，他必大事不成；可是劉備沒有聽取，果真被呂布大敗，刘备才后悔没有听陈群的话。但陈景云指出：当时吕布正在兖州与曹操相持，并没有余力分兵取徐州；刘备领徐州第二年，吕布才被曹操打败投奔刘备；又一年后，袁术才诱使吕布袭取徐州，所以当时陈群能料到袁术争夺徐州，却不可能提前料到吕布会祸害刘备；而且刘备当时名义上领豫州，但只能屯兵小沛，如果陶谦死后刘备不领徐州，徐州归了其他人，刘备便没有容身之地了，袁术、吕布夺取徐州是意外，而不是刘备接手徐州本身太贪，刘备也没有后悔不听陈群之言的道理；故《三国志》这段记载可能是曹魏史官的附会。卢弼也认可陈景云的说法。
刘备举陈群为茂才，除授柘令，陈群没有赴任，後來隨父親陳紀到徐州避戰，曹操攻滅呂布後，以陳羣為司空西曹掾屬。後歷任多項官職，魏國建立後任御史中丞。
198年，吕布为曹操所打敗，陈群父子在吕布军中见曹操皆拜。曹操久闻其名，便讓陈群为司空西曹掾属。当时有人向曹操引荐王模、周逵，二人均曹操用之；陈群力言不可，認為王模、周逵二人德秽行劣，終其必坏事。曹操不听，结果二人果然犯事受诛，曹操應信當初陈群之言，并向陈群承认错失；陈群便推荐陈矫、戴乾，曹操皆加以任用。后来东吴为叛，戴乾因忠义死于变难；陈矫则成为一位名臣，是以举世均认同陈群知人之明。

### 制定法度
自從劉備反曹後，東南多變。曹操便以陳羣為酇令，以何夔為城父令，用名士以鎮撫諸縣，使吏民稍定。陳羣又任蕭、酇、長平之令長，于父親亡時辭官。陳羣後任司徒掾，舉高第，為治書侍御史，轉參丞相軍事。魏國建立後，又遷為御史中丞，常與曹操或他人討論或製定法度与政策問題。陈群認為，鞭笞造成的死者更多，因此他极力赞同恢复汉朝已被废除的肉刑（包括宫刑、刖刑），提出：“若用古刑，使淫者下蚕室，盗者刖其足，则永无淫放穿窬之奸矣”。

### 九品官人法
及後陳羣任侍中、領丞相東西曹掾，與曹丕交好，曹丕亦對他很器重。延康元年（220年），曹丕繼任魏王，封陳羣為昌武亭侯，徙為尚書，創制「九品官人法」。文帝稱帝後，遷尚書僕射，加侍中，徙尚書令，進爵潁鄉侯。後為鎮軍大將軍，領中護軍，錄尚書事。
黃初七年（226年），文帝病重，陳羣與曹真及司馬懿等並受遺紹輔政。明帝即位後，進封潁陰侯，增邑五百，并前千三百户，開府。後任司空，錄尚書事。
太和四年（230年），明帝親政不久，司空陳羣錄尚書事，輔助皇帝。吳質則認為輔弼的大臣影響國家的安危，於是對明帝大力稱贊驃騎將軍司馬懿，但則貶抑司空陳羣，說他非國相之才。明帝聽後大為同意，翌日即下詔要督責陳羣，連天下人都不實地批評陳羣。
太和六年（231年），曹真數度上表從斜谷進攻蜀漢，陳羣認為危險。及後曹真再上表從子午谷道攻蜀。陳羣又向明帝分析計劃的不當處，更提出自己用兵之計，明帝聽從他的計劃，於是命令曹真按計劃攻蜀。但因為連日下雨，不利行軍，陳羣又說服明帝退兵。
曹叡皇女曹淑早夭後，曹叡想親自為曹淑送葬，之後再前往許昌，陳群、楊阜勸諫，曹叡不聽；以及曹叡大興宮殿之事，陳群和其他大臣也有上諫，曹叡接納並縮小建造規模。其後又多次秘密地向明帝進諫，陳群陳述各個政令決策的得失，並將草稿銷毀，當時的人及親友不得而知。
青龍四年十二月癸巳（237年2月7日），陳羣逝世，諡曰靖侯，其子陳泰繼嗣。

## 經學成就
- 《隋書·經籍志》載述《論語》源變時，稱：「魏司空陳羣、太常王肅、博士周生烈，皆為義說。」又《經籍志·別傳》載司空陳羣有五卷個人文集，經已佚失。
- 《舊唐書·經籍志·楚詞類》輯有「陳羣集三卷」。
- 《清史稿·藝文志·經部·四書類》尚輯有「魏陳羣《論語義說》一卷」。

## 性格特徵
- 陳羣有知人之能，曾稱王模和周逵德行差劣，勸曹操不要任用；又先後推薦陳矯及戴乾。王模和周逵日後因作亂而被誅殺；而陳矯成為曹魏的重臣，戴乾亦為曹魏盡忠而死。
- 陳羣家世顯赫，是當世清流名士，對人物的行為舉止甚有要求，他因此不滿行為放誕的郭嘉，曾於朝上當曹操之面責備郭嘉。
- 陳羣善於鑒賞印章，據《魏略》引《相印書》記載：「相印法本出陳長文（即陳羣），長文以語韋仲將（即韋誕），印工楊利從仲將受法，以語許士宗（即許允）。利以法術占吉凶，十可中八九。仲將問長文『從誰得法』？長文曰：『本出漢世，有《相印（經）》、《相笏經》，又有《鷹經》、《牛經》、《馬經》。印工宗養以法語程申伯（魏征東將軍），是故有一十二家相法傳於世。』」

## 評價
- 《三國志·陳羣傳》載陳寔語：「此兒必興吾宗！」
- 袁準：「故司空陳羣則不然，其談論終日，未嘗言人主之非；書數十上而外人不知。君子謂群於是乎長者矣。」
- 《三國志·陳羣傳》載：「在朝無適無莫，雅杖名義，不以非道假人。」又稱其「弘博不伐」。
- 《三國志·辛毗傳》載曹叡語：「陳公可謂善變矣。」
- 《三國志·桓二陳徐衛盧傳》陳壽評：「陳羣動仗名義，有清流雅望；泰弘济简至，允克堂构矣。魏世事统台阁，重内轻外，故八座尚书，即古六卿之任也。陈、徐、卫、卢，久居斯位，矫、宣刚断骨鲠，臻、毓规鉴清理，咸不忝厥职云。」「追观陈群之议，栈潜之论，适足以为百王之规典，垂宪范乎后叶矣。」
- 《三國志·文昭甄皇后傳》載孫盛語：「於禮，婦人既無封爵之典，況于孩末，而可建以大邑乎？悳自異族，援繼非類，匪功匪親，而襲母爵，違情背典，於此為甚。陳羣雖抗言，楊阜引事比並，然皆不能極陳先王之禮，明封建繼嗣之義，忠至之辭，猶有闕乎！」
- 《三國志·后妃傳》陳壽評：「魏后妃之家，雖云富貴，未有若衰漢乘非其據，宰割朝政者也。鑒往易軌，於斯為美。追觀陳羣之議，棧潛之論，適足以為百王之規典，垂憲範乎後葉矣。」
- 《三國志·荀彧傳》裴注引《荀彧別傳》載：「（荀彧）前後所舉者，命世大才，邦邑則荀攸、鍾繇、陳羣，海內則司馬宣王，及引致當世知名郗慮、華歆、王朗、荀悅、杜襲、辛毗、趙儼之儔，終為卿相，以十數人。」
- 《三國志·王衛二劉傅傳》中《吳質傳》裴注引《魏略》載吳質向曹叡評論：「驃騎將軍司馬懿，忠智至公，社稷之臣也。陳羣從容之士，非國相之才，處重任而不親事。」曹叡根據此言下詔責備陳羣，卻不被當世所認同，《魏略》又載：「天下以司空不如長文，即群，（吳質）言無實也。」
- 《三國志·趙儼傳》載：「初，儼與同郡辛毗、陳羣、杜襲並知名，號曰辛、陳、杜、趙云。」
- 《晉書·江逌傳》載江逌疏文：「昔漢起德陽，鍾離抗言；魏營宮殿，陳羣正辭。」
- 《晉書·庾亮傳》載：「亮美姿容，善談論，性好莊老，風格峻整，動由禮節，閨門之內不肅而成，時人或以為夏侯太初、陳長文之倫也。」
- 《後漢書·禰衡傳》載：「或問衡曰：『盍從陳長文、司馬伯達乎？』對曰：『吾焉能從屠沽兒耶！』」《典略》亦載禰衡事：「或問之曰：『何不從陳長文、司馬伯達乎？』衡曰：『卿欲使我從屠沽兒輩也！』」
- 《三國志·諸葛亮傳》裴注評諸葛亮：「委質魏氏，展其器能，誠非陳長文、司馬仲達所能頡頏，而況於餘哉！」
- 《三國志·諸葛瑾傳》載諸葛瑾語：「聞任陳長文、曹子丹輩，或文人諸生，或宗室戚臣，寧能御雄才虎將以制天下乎？」
- 袁宏《三國名臣頌》：「長文通雅，義格終始。思戴元首，擬伊同恥。人未知德，懼若在己。嘉謀肆庭，讜言盈耳。玉生雖麗，光不踰把。德積雖微，道暎天下。」
- 曹植：“容中下士，则众心不携；进吐善谋，则众议不格。至德纯粹者，陈司空也。”
- 裴松之：“委质魏氏，展其器能，诚非陈长文、司马仲达所能颉颃，而况於馀哉！”
- 《博物记》：“太丘长陈寔、实子鸿胪纪、纪子司空群、群子泰四世，于汉、魏二朝并有重名，而其德渐渐小减。”
- 洪迈：“夫曹氏篡汉，忠臣义士之所宜痛心疾首，纵力不能讨，忍复仕其朝为公卿乎？歆、群为一世之贤，所立不过如是。”
- 王夫之：“魏从陈群之议，置州郡中正，以九品进退人才，行之百年，至隋而始易，其于选举之道，所失亦多矣。……然且行之六代而未尝不收人才之用，则抑有道焉。” “曹孟德心知摧折者之固为乱政，而标榜者之亦非善俗也，于是进崔琰、毛玠、陈群、钟繇之徒，任法课能，矫之以趋于刑名，而汉末之风暂息者数十年。”“青龙、景初之际，祸胎已伏，盖岌岌焉，无有虑此为睿言者，岂魏之无直臣哉？睿之营土木、多内宠、求神仙、察细务、滥刑赏也，旧臣则有陈群、辛毗、蒋济，大僚则有高堂隆、高柔、杨阜、杜恕、陈矫、卫觊、王肃、孙礼、卫臻，小臣则有董寻、张茂，极言无讳，不避丧亡之谤诅，至于叩棺待死以求伸；睿虽包容勿罪，而诸臣之触威以抒忠也，果有身首不恤之忱。” “陈群上封事谏魏主，辄削其草；杨阜触人主之威以直谏，与人言未尝不道；袁宏赞群之忠，而讥阜之播扬君恶。夫阜激而太过，诚然矣；以群之削草为忠臣之极致，又奚得哉？”“曹操以刻薄寡恩之姿，惩汉失而以申、韩之法钳网天下；崔琰、毛玠、钟繇、陈群争附之，以峻削严迫相尚。士困于廷，而衣冠不能自安；民困于野，而寝处不能自容。故终魏之世，兵旅亟兴，而无敢为萑苇之寇，乃蕴怒于心，思得一解网罗以优游卒岁也，其情亟矣。”“曹孟德惩汉末之缓弛，而以申、韩为法，臣民皆重足以立；司马氏乘之以宽惠收人心，君弑国亡，无有起卫之者。然而魏氏所任之人，自谋臣而外，如崔琰、毛玠、辛毗、陈群、陈矫、高堂隆之流，虽未闻君子之道，而鲠直清严，不屑为招权纳贿、骄奢柔谄猥鄙之行，故纲纪粗立，垂及于篡，而女谒宵小不得流毒于朝廷，则其效也。”

## 家庭

### 祖父輩
- 陳寔，曾任東漢太丘縣長，黨錮之禍後到荊州隱居。

### 父輩
- 陳紀，陳羣父親，曾任平原相、侍中、大鴻臚。
- 陳諶，陳羣叔父，曾任司空掾。

### 妻
- 荀氏，荀彧的女兒。

### 子輩
- 陳泰，陳羣之子，曹魏重要將領，曾領兵抵抗姜維發動的北伐戰爭。
- 陳佐，陳諶之孫，陳羣族子，官至青州刺史。
- 陳坦，陳諶之孫，陳羣族子，官至廷尉。

### 孫輩
- 陳恂，陳泰之子，繼承陳泰爵位，無子。
- 陳溫，陳泰之子，陳恂之弟，兄長死後承繼封爵，咸熙年間改封慎子。
- 陳準，陳佐之子，官至太尉，封廣陵郡公。
- 陳戴，陳佐之子，陳準之弟，曾任高官。
- 陳徵，陳佐之子，陳準之弟，曾任高官。
- 陳堪，陳佐族子，陳準族弟，曾任高官。

### 后輩
- 陳逵，字林道，陳準之孫，於江左有名譽，擔任西中郎將，死後追贈衛將軍。
- 陳霸先，南朝陳建立者。

## 後世創作
- 章回小說《三國演義》中，陳羣登場於第五十八回「馬孟起興兵雪恨，曹阿瞞割鬚棄袍」中。當時其身分是治書侍御史，向曹操獻策，勸曹操乘劉備打算入蜀之前，再次從合肥攻打孫權，劉備為了取川之計必定不肯救援孫權，成功消滅孫權後，便可一舉東向，攻荊州、取巴蜀，一統天下。曹操深感認同，採納其策。後來諸葛亮勸劉備致信馬超，慫恿他襲擊長安，結果令曹軍無暇南顧。此後，陳羣一直擔任魏國重臣及託孤顧命大臣，先後以侍中、鎮軍大將軍、司空等身分登場，並與司馬懿關係良好。其子陳泰在小說後部擔任魏國西邊防線主將，表現亦頗出眾。

### 影视形象
- 1994年电视剧《三国演义》：张世军饰演陈群
- 2010年电视剧《三国》：孙海饰演陈群
- 2017年电视剧《軍師聯盟》：褚栓忠饰演陈群

### 動漫遊戲
- 《火鳳燎原》（陳某）:設定於赤壁之戰後登場，任職治書待御史，編寫《曹操兵法[5]》

## 延伸阅读
[在维基数据编辑]
 《三國志·卷22》，出自陳壽《三國志》